# Jorge Montejo
Jorge Juan Montejo, más conocido como Paolo, el rockero (Tandil, Buenos Aires; 16 de enero de 1958), es un comediante, actor de cine, teatro y televisión argentino.

## Biografía
Jorge siempre se ha considerado una persona tímida e introvertida, sus inicios fueron trabajando en fiestas, pubs y eventos privados, en 1982 conoce a Federico Peralta Ramos quien le presenta a Horacio Fontova, este último lo contrató para trabajar en eventos de su bar, hasta entonces imitando a artistas como Charly García, Pappo y Luis Alberto Spinetta. Cuatro años más tarde, en 1986 debuta en televisión con su personaje Paolo, en el programa Badía y Cía, conducido por Juan Alberto Badía. Otros personajes interpretado por él son «María Pía, la cheta», «Goyo, el gaucho heavy metal» y «el capitán Bohemia». Un año más tarde, se lleva a cabo su debut cinematográfico en Los bañeros más locos del mundo junto a Guillermo Francella, Emilio Disi, Gino Renni entre otros.
En 1988 participa en el documental humorístico Fontova Presidente de Horacio Fontova, con el papel de María Pía, la cheta, y junto a artistas como Fito Páez, Víctor Hugo Morales, Juan Alberto Badía, Alejandro Lerner, Rubén Rada, Jorge Lanata entre otros.
En la década de 1990 recrudeció su abuso de drogas y terminó con problemas de adicción, por lo que dejó de trabajar en los medios. Estuvo tres meses internado en un neuropsiquiátrico de Buenos Aires para superar una depresión y la drogodependencia. Luego regresó a su pueblo natal y continuó presentando sus espectáculos.
En 2008, en el marco del Festival de Cine Inusual de Buenos Aires, 
se presentó Jorge Montejo: el hombre detrás de Paolo, mediometraje dirigido por Damián Pantaleone. La película narra la historia del actor, su vida y su trayectoria.

## Paolo, el rockero
Paolo, el rockero es un personaje cómico que apareció por primera vez en 1986, en el programa de televisión Badía y Cía. Se trata de un hippie disparatado de voz temblorosa, con vestimenta característica, cabello muy largo, con una bandana y morral multicolor y un lenguaje cargado de muletillas como «¡Uhhh... loco!», «¿Entendés, chabón?», «¡Qué mala onda!», «¡Mató, loco!" "Que hacés, persona!"
Con este personaje Montejo también grabó un disco de canciones, imitaciones y humoradas.

## Cine
- 2018: Bañeros 5: Lentos y Cargosos
- 2014. Bañeros 4: Los Rompeolas.
- 2008. El hombre detrás de Paolo. (Documental)
- 2007. Brigada Explosiva, Misión Pirata. De la saga Brigada Explosiva.
- 2006. Bañeros 3: todopoderosos.
- 1992. Extermineitors IV: Como hermanos gemelos.
- 1987. Los matamonstruos en la mansión del terror. De la saga Brigada Explosiva.
- 1987. Los bañeros más locos del mundo. De la saga Brigada Explosiva.

## Otros
- 2007. Fucking laburo. videoclip dirigido por Mariano Nicotra de la banda Descarrilados, banda de rock marplatense.

## Televisión
- 2014. Peligro Sin Codificar.
- 2006. Palermo Hollywood Hotel.
- 2005. Call TV.
- 2001. Siempre Sábado.
- 1999. Block & Roll.
- 1994-1995. La movida del verano
- 1992. Ritmo de la noche (Participación especial)
- 1992. Brigada cola (Invitado especial)
- 1992. De la cabeza (Invitado especial)
- 1991-1992. El gordo y el flaco.
- 1988-1989. De carne somos.
- 1988. Domingos para la juventud.
- 1986. Badia & Cía.

## Teatro
- Aquí esta la revista con Darío Vittori y Adriana Aguirre. Estrenada en el  Teatro Metropolitan.
- 2005. Paolo + loco que nunca.[5]
- 2007. San Paolo 20 años.

## Discografía
- 1986: "Pero qué te pasa, loco?"